# Herança Popular
Herança Popular é o último álbum de estúdio solo do cantor e compositor Arlindo Cruz. Lançado em outubro de 2014 pela Sony Music. Foi lançado pouco menos de três anos antes do acidente vascular cerebral que culminaria em sua morte oito anos depois.

## Lista de Faixas
| N.º | Título                                         | Compositor(es) | Duração |  |
| 1.  | "Herança Popular" (part. Hamilton de Holanda)  |                | 5:01    |  |
| 2.  | "Sinceridade"                                  |                | 2:58    |  |
| 3.  | "Não Penso em Mais Nada"                       |                | 3:46    |  |
| 4.  | "Ilicitação"                                   |                | 3:34    |  |
| 5.  | "Isso É Felicidade"                            |                | 2:56    |  |
| 6.  | "O Mundo em Que Renasci" (part. Marcelo D2)    |                | 3:41    |  |
| 7.  | "Jogador"                                      |                | 4:04    |  |
| 8.  | "O Surfista e o Sambista" (part. Pedro Scooby) |                | 3:23    |  |
| 9.  | "Caranguejo"                                   |                | 4:05    |  |
| 10. | "Paixão e Prazer" (part. Maria Rita)           |                | 4:00    |  |
| 11. | "Me Dê um Tempo Pra Pensar"                    |                | 4:02    |  |
| 12. | "Somente Sombras" (part. Zeca Pagodinho)       |                | 4:03    |  |
| 13. | "Motivo Banal"                                 |                | 2:44    |  |
| 14. | "Melhor Parar / Whatsappiei Pra Ela"           |                | 4:24    |  |
| 15. | "Ela Sambou, Eu Dancei" (part. Mr. Catra)      |                | 3:31    |  |

## Desempenho nas paradas
| Parada musical (2014)       | Melhor posição |
| --------------------------- | -------------- |
| Brasil (iTunes Álbum Chart) | 10             |